# دوغلاس سميث (لاعب كريكت)
دوغلاس سميث (بالإنجليزية: Douglas Smith)‏ (9 أكتوبر 1880 في أستراليا - 27 فبراير 1933 في أستراليا) هو لاعب كريكت أسترالي. لعب مع فريق تسمانيا للكريكت.

## وصلات خارجية
- دوغلاس سميث (لاعب كريكت) على موقع إي آس بي آن كريك إنفو (الإنجليزية)